# Crambe kotschyana
Crambe kotschyana är en korsblommig växtart som beskrevs av Pierre Edmond Boissier. Crambe kotschyana ingår i släktet krambar, och familjen korsblommiga växter. Inga underarter finns listade i Catalogue of Life.